# Хасхачих, Фёдор Игнатьевич
Фёдор Игнатьевич Хасхачих (21 марта 1907 года, село Чермалык Мариупольского уезда, ныне Приморский район Донецкой области — 5 ноября 1942 года, в Оленинском районе Тверской области) — советский учёный-философ и педагог высшей школы. Кандидат философских наук. Участник Великой Отечественной войны.

## Биография
Родился в Приазовье, в семье греческого крестьянина-переселенца. Семья была многодетной. Рано, в 12 лет, потерял отца, выполнял разную крестьянскую работу, нянчил младших братьев и сестёр.
Рано пристрастился к чтению. Учиться в школе смог только после окончания Гражданской войны (поступил сразу в пятый класс). После окончания семи классов (1924), поступил на второй курс Мариупольского педагогического техникума; как один из лучших, был направлен для получения высшего образования в Москву, на факультет советского права МГУ.
Будучи студентом, приезжал в родное село, участник проведения коллективизации.
По окончании Московского государственного университета (1931), преподавал в Ростовском университете, Новочеркасском политехническом институте и в Институте зерна, заведовал кафедрой диалектического и исторического материализма. Возвратился в Москву и продолжил обучение в аспирантуре. В 1937 году защитил кандидатскую диссертацию по философии на тему: «Познаваемость мира и его закономерности».
В 1940 году поступил в докторантуру Института философии АН СССР, подготовил диссертацию, но не успел её защитить в связи с началом Великой Отечественной войны (рукопись диссертационной работы была оставлена им в институте, в 1967 году она была издана в виде книги «Вопросы теории познания диалектического материализма»).
Был деканом философского факультета Московского института философии и литературы имени Н. Г. Чернышевского (МИФЛИ) (1939), а после вхождения МИФЛИ в МГУ (ноябрь 1941) — деканом философского факультета МГУ.
В первые дни Великой Отечественной войны, в июле 1941 года, добровольцем вступил в 1-й истребительный батальон, сформированный из студентов и преподавателей МИФЛИ, отряд нёс охрану на окружной железной дороге Москвы. В октябре 1941 года отряд вошёл в состав 7-го полка 5-й стрелковой дивизии Московского народного ополчения.
С февраля 1942 года — на Калининском фронте, участвовал в боях, в штурме укреплённого района Холмец. Инструктор политотдела 158 сд 30-й армии, а затем — политотдела 39-й армии. Награждён медалью «За отвагу»
Погиб в землянке от попавшего в неё снаряда. Похоронен в братской могиле на южной окраине деревни Пустошка в Селижаровском районе.

## Научные интересы
Теория познания.

## Оценки коллег
Автор обладает способностью проникать в сущность явлений, раскрывать их многосторонние связи, четко и ясно формулировать свою мысль, выражать самые сложные положения в простых, доступных читателю словах — это не просто природное дарование, а прежде всего результат упорного труда, постоянной и неутомимой жажды знаний, неукротимой воли к достижению цели— академик Ф. В. Константинов

## Память
Имя Ф. И. Хасхачиха занесено на мемориальную доску «Вечной славы» философского факультета МГУ имени М. В. Ломоносова